# Pierwszy rząd Leo Varadkara
Pierwszy rząd Leo Varadkara – rząd Irlandii funkcjonujący od 14 czerwca 2017 do 27 czerwca 2020, będący gabinetem mniejszościowym obejmującym działaczy Fine Gael (FG) oraz niezależnych. Powstał w trakcie Dáil Éireann 32. kadencji, wybranej w wyniku wyborów w 2016. Zastąpił drugi rząd Endy Kenny’ego.
W wyborach z 26 lutego 2016 Fine Gael ponownie uzyskała najwięcej mandatów, jednakże utrata części miejsc w Dáil Éireann i słaby wynik wyborczy współrządzącej Partii Pracy pozbawiły dotychczasową koalicję większości parlamentarnej. Ostatecznie lider FG Enda Kenny zdołał zapewnić sobie reelekcję na stanowisko taoiseacha. W maju 2017 premier zrezygnował w przywództwa w Fine Gael, a na początku czerwca na czele partii stanął Leo Varadkar. Enda Kenny ustąpił również z funkcji premiera. 14 czerwca 2017 nowym taoiseachem został Leo Varadkar. Za jego kandydaturą opowiedziało się 57 posłów FG i niezależnych (w tym członków Independent Alliance), przeciw było 50 deputowanych. Wybór umożliwiło wstrzymanie się od głosu 47 parlamentarzystów (głównie z Fianna Fáil). Tego samego dnia nowo wybrany premier ogłosił skład swojego rządu.
27 czerwca 2020, kilka miesięcy po wyborach z 8 lutego 2020, gabinet został zastąpiony przez koalicyjny rząd Micheála Martina.

## Skład rządu
Premier i ministrowie
- Taoiseach i minister obrony: Leo Varadkar (FG)
- Tánaiste: Frances Fitzgerald (FG, 2017), Simon Coveney (FG, od 2017)
- Minister ds. przedsiębiorczości i innowacji: Frances Fitzgerald (FG, 2017), Heather Humphreys (FG, od 2017)
- Minister finansów oraz ds. wydatków publicznych i reform: Paschal Donohoe (FG)
- Minister zdrowia: Simon Harris (FG)
- Minister sprawiedliwości i równości: Charles Flanagan (FG)
- Minister rolnictwa, żywności i gospodarki morskiej: Michael Creed (FG)
- Minister edukacji: Richard Bruton (FG, do 2018), Joe McHugh (FG, od 2018)
- Minister pracy i ochrony socjalnej: Regina Doherty (FG)
- Minister spraw zagranicznych i handlu: Simon Coveney (FG)
- Minister mieszkalnictwa i planowania: Eoghan Murphy (FG)
- Minister ds. wspólnot i obszarów wiejskich: Michael Ring (FG)
- Minister sztuki i kultury oraz odpowiedzialny za Gaeltacht: Heather Humphreys (FG, 2017), Josepha Madigan (FG, od 2017)
- Minister transportu, turystyki i sportu: Shane Ross (niez.)
- Minister ds. dzieci i młodzieży: Katherine Zappone (niez.)
- Minister ds. komunikacji, zmian klimatycznych i zasobów naturalnych: Denis Naughten (niez., do 2018), Richard Bruton (FG, od 2018)

Uczestnicy posiedzeń gabinetu bez prawa głosu
- Government chief whip: Joe McHugh[1] (FG, do 2018), Sean Kyne (FG, od 2018)
- Minister stanu w departamencie obrony: Paul Kehoe[1] (FG)
- Minister stanu ds. szkolnictwa wyższego: Mary Mitchell O’Connor[1] (FG)
- Minister stanu ds. osób niepełnosprawnych: Finian McGrath[1] (niez.)
- Prokurator generalny: Séamus Woulfe (FG)[6]